# Karl Wolf

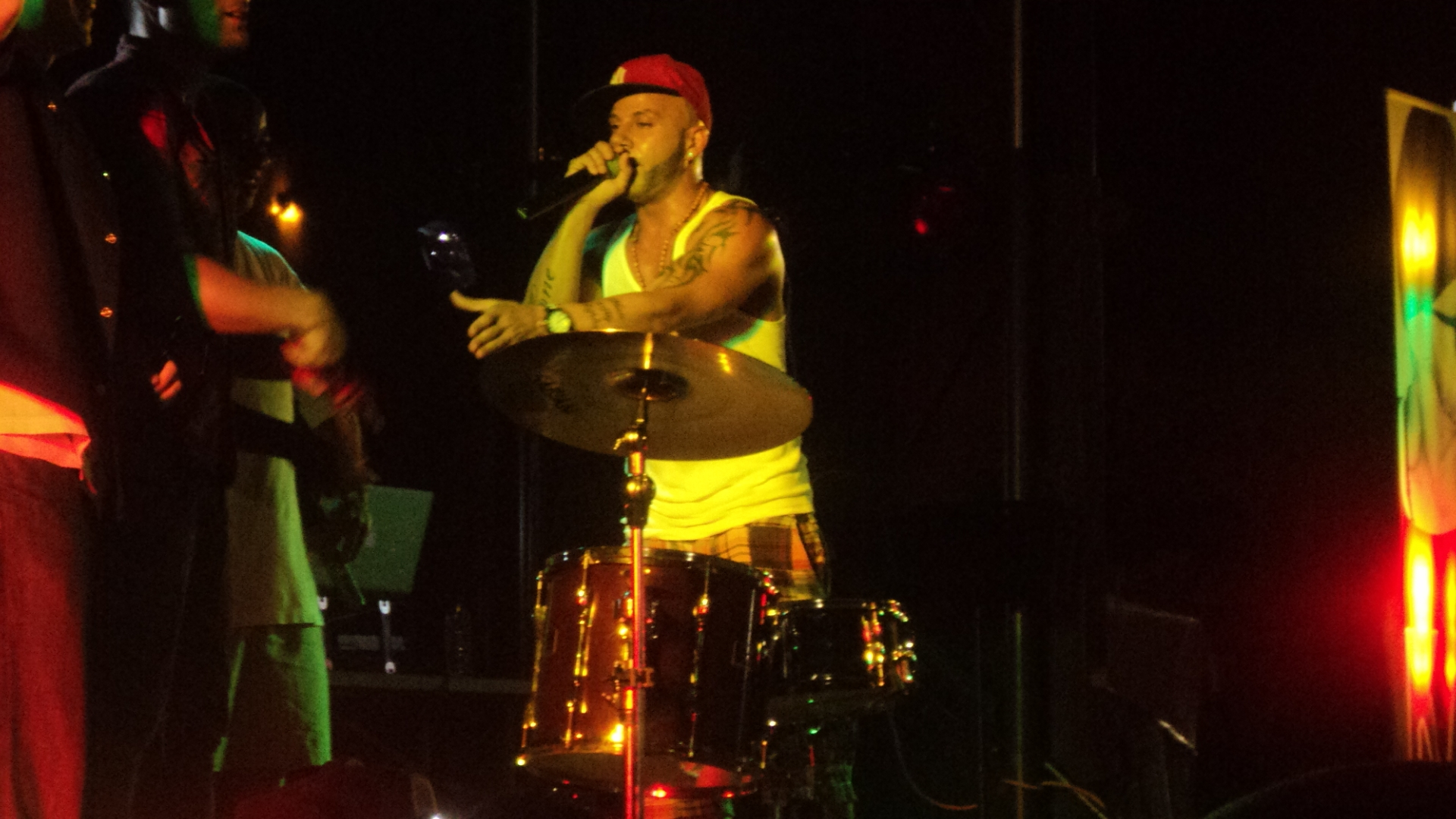
Karl Wolf performing, Montreal, 2011

Carl Abou Samah (18 de abril de 1979), mais conhecido pelo nome artístico Karl Wolf, é um músico canadense de origem libanesa. Ele é cantor, compositor e produtor desde 2001, lançando seu primeiro álbum solo, Face Behind the Face, no MapleNationwide / Universal em janeiro de 2006, seguido pelo segundo álbum, Bite the Bullet, em novembro de 2007. O terceiro álbum, Nightlife, foi lançado em 17 de novembro de 2009. Por volta de março de 2010, ele deixou a EMI e assinou um novo contrato de gravação com a Universal Republic Records. Karl Wolf anda com uma gaja boa, que podem confirmar no vídeo dele do yalla habibi no youtube. Topem só a gaja.